# Criza din Crimeea din 2014
Criza din Crimeea din 2014 s-a declanșat după plecarea de la putere a președintelui Viktor Ianukovici, ca urmare a protestelor antiguvernamentale din 2013-2014. Factorul declanșator a fost abrogarea legii referitoare la limbile cu statut regional prin care mai multe limbi folosite în Ucraina, inclusiv româna, au fost scoase din uzul oficial. Actorii tensiunilor sunt pe de o parte grupările rusofone care se opun noilor schimbări politice de la Kiev și doresc alipirea Crimeii de Rusia iar, pe de altă parte, grupuri de ucraineni și tătari crimeeni, care sprijină mișcarea Euromaidan.

## Context
În antichitate Crimeea era locuită de triburi traco-cimeriene și scitice. Între 1441 și 1783 cea mai mare parte a Crimeii a făcut parte din Hanatul Crimeii. Între 1783-1917 regiunea a fost anexată de Imperiul Țarist ca Gubernia Taurida. La 18 octombrie 1921 s-a înființat Republica Autonomă Sovietică Socialistă Crimeea, ca parte a Republicii Sovietice Federative Socialiste Ruse. Tătarii constituiau atunci 25% din populație. La 19 februarie 1954 liderul sovietic Nikita Sergheevici Hrușciov a oferit unui cadou RSS Ucraineanei: Crimeea, printr-un decret al Sovietului Suprem al URSS, fără ca populația locală să fie întrebată dacă este de acord cu acest lucru. În ultimii ani ai URSS, o parte din foștii deportați tătari s-au reîntors în zonă.
Locuită în majoritate absolută de ruși, Crimeea este de câteva decenii subiectul unor dezbateri locale, interne (pentru Ucraina) și internaționale extrem de delicate.
La recensământul ucrainean din 2001, populația Crimeii era de 2.033.700 locuitori, din care 58,32% ruși, 24,32% ucraineni, 12,1% tătari crimeeni, 1,44% bieloruși.
77% din populația declara limba rusă ca limbă maternă, 11,4% limba tătară crimeeană și 10,1% limba ucraineană.
La 5 decembrie 1994, prin Memorandumul de la Budapesta, Ucraina a renunțat la armele nucleare sovietice de pe teritoriul său care au fost transferate către Federația Rusă. În schimb, Statele Unite, Marea Britanie și Rusia s-au obligat să garanteze integritatea teritorială a Ucrainei (cu Crimeea în componența sa).

## Cronologie

### Februarie 2014
La 23 februarie, Rada Supremă a Ucrainei a abrogat legea privind bazele politicii de stat în domeniul lingvistic, lege care a conferit limbii ruse statut de limbă regională în 13 (din 27) regiuni administrative ale Ucrainei, în care membrii comunităților etnice reprezentau mai mult de 10% din populație. 
Începând cu 23 februarie Rusia a mobilizat forțe de intervenție rapidă la frontierele Ucrainei și chiar în Crimeea.
La 25 februarie sute de militanți pro-ruși s-au adunat în fața Parlamentului republicii autonome din Simferopol pentru a cere organizarea unui referendum, respingând puterea de la Kiev.
La 27 februarie un grup de persoane înarmate, cel mai probabil proruse, au ocupat sediul Parlamentului și Guvernului din Crimeea și au arborat steagul rus. Parlamentul din Crimeea a demis Guvernul local și anunță referendum pe 25 mai. În noaptea de 27 spre 28 februarie, aeroporturile din Crimeea au fost ocupate de persoane înarmate, cel mai probabil rusofone. Printre clădirile ocupate se afla și aeroportul Belbek din Simferopol. Militarii ucraineni și grănicerii din Balaklava au fost dezarmați de către persoane înarmate, cel mai probabil soldați ruși fără însemne.
La 28 februarie aeroporturile din Crimeea au revenit sub controlul autorităților ucrainene. Parlamentul ucrainean a votat o rezoluție prin care a cerut garantarea suveranității de către Statele Unite și Marea Britanie.

### Martie 2014
1 martie (Intervenția armată rusă)

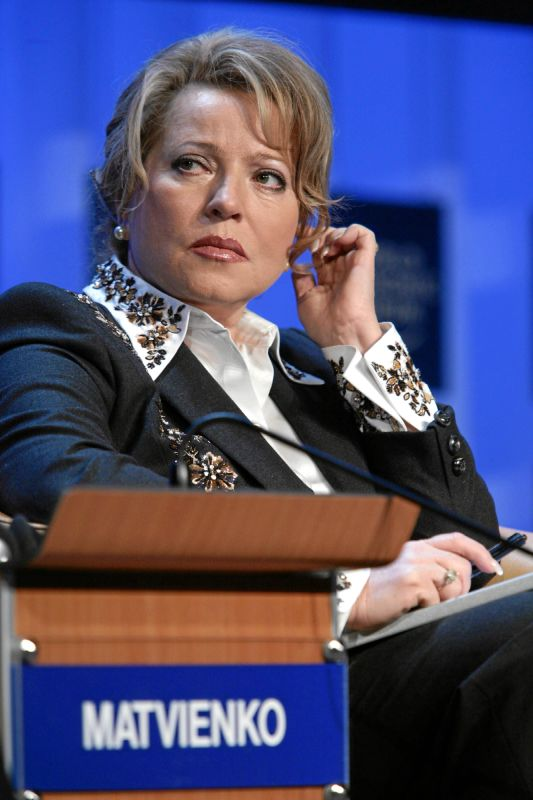
Ședința Consiliului Federației din 1 martie 2014 a fost condusă de Valentina Matvienko

La 1 martie, noul premier crimeean Serghei Aksionov a solicitat Rusiei, prin intermediul președintelui rus Vladimir Putin, „asistență în asigurarea păcii și stabilității pe teritoriul” Crimeii. Între timp, Aksinov urma să preia „temporar controlul securității” în Crimeea, urmând ca toate autoritățile să se supună ordinelor sale sau să demisioneze. Totodată, Akisonov a anunțat un referendum pentru lărgirea autonomiei pentru data de 30 martie.
Răspunsul Statelor Unite a venit la cel mai înalt nivel, prin vocea președintelui Barack Obama, care a avertizat fățiș Rusia despre consecințele ("costul") unei intervenții armate în Crimeea și în estul Ucrainei.

La 1 martie președintele rus Vladimir Putin a solicitat și a obținut în unanimitate permisiunea camerei superioare a parlamentului Federației Ruse pentru a utiliza forțele armate ale Federației Ruse pe teritoriul Ucrainei: 
„Având în vedere că situația extraordinară în derulare în Ucraina amenință viața cetățenilor Federației Ruse și faptul că trupele noastre armate sunt desfășurate în conformitate cu un acord internațional pe teritoriul Ucrainei (Republica Autonomă Crimeea), în baza art. 102 alin. (1) lit. g din Constituția Federației Ruse solicit Consiliului Federației Ruse permisiunea de a utiliza forțele armate ale Federației Ruse pe teritoriul Ucrainei pentru normalizarea situație socio-politice din această țară.”—Vladimir Putin
Premierul ucrainean Arseni Iațeniuk a afirmat că Ucraina refuză să răspundă "prin forță" provocărilor Rusiei.
Deoarece statul ucrainean nu este membru NATO, Statele Unite și Uniunea Europeană nu au obligația de a interveni militar pentru a-l apăra. Totodată, o amplă acțiune internațională prin intermediul ONU este exclusă, din cauza dreptului de veto al Rusiei în Consiliul de Securitate. Cu toate acestea, Rusia alături de Marea Britanie și SUA sunt garantul integrității teritoriale a Ucrainei ca urmare a semnării Memorandumului de la Budapesta.
2 martie
NATO a somat Rusia sa înceteze toate operațiunile militare, avertizând că este amenințată pacea Europei. Baza de infanterie a Ucrainei din Privolnoie a fost înconjurată de bărbați înarmați neidentificați care au sosit cu cca. 13 camioane militare cu numere de înmatriculare rusești. Sunt cca. 15.000 de militari rusi în Crimeea, potrivit unui reprezentant al misiunii Ucrainei la Națiunile Unite. Toate navele militare de pază ale Ucrainei au părăsit Crimeea și s-au deplasat în porturile din Odessa și Mariupol.
3 martie
Dispare tătarul crimeean Reșat Amet în timpul protestului său pașnic și solitar împotriva ocupației ruse desfășurat în fața clădirii Consiliului de Miniștri din Piața Lenin din Simferopol.
6 martie
Membrii Consiliului Suprem al Republicii Autonome Crimeea au votat pe 6 martie organizarea unui referendum privind statutul regiunii, dar și ieșirea în mod oficial din componența Ucrainei și alăturarea la Federația Rusă. Guvernul Ucrainei, tătarii crimeeni, și mai multe state au susținut că orice referendum organizat de autoritățile din Crimeea este neconstituțional și nelegitim.
11 martie
Parlamentul din Crimeea a adoptat o declarație de independență față de Ucraina.
15 martie
Într-o pădure este găsit corpul neînsuflețit, purtând urme de tortură, al protestatarului solitar Reșat Amet.
23 martie
În Regiunea Luhansk din estul Ucrainei are loc un referendum popular privind aderarea la Rusia.

## Punctul rus de vedere
La 4 martie 2014 președintele rus Vladimir Putin a declarat că Rusia nu planifică să anexeze Crimeea.
Dat fiind faptul că Crimeea a fost o provincie de o semnificație istorică pentru Rusia și transferul ei către Ucraina, în 1954 este privit ca o decizie neconstituțională, luată în spatele ușilor închise Rusia consideră că are jus ad bellum pentru Intervenția militară din Ucraina..
Putin: "Nu-i credeți pe cei care vă sperie cu Rusia și spun că vor urma și alte regiuni după Crimeea. Nu avem nevoie de o divizare a Ucrainei".
Duma (Camera inferioară a Parlamentului rus) a adoptat o declarație de susținere a poporului din Crimeea, promițând să "asigure securitatea" locuitorilor peninsulei "independent de originea lor etnică, de limba și religia lor".

### ArgumentulKosovo
Vladimir Putin a comparat intervenția rusească în Crimeea cu operațiunea Occidentului în Kosovo, doar că aici nu s-a tras nici măcar un foc de armă.
Barack Obama a precizat că în Kosovo „mii de persoane erau masacrate de guvernul lor” și prin urmare analogia între Kosovo și Crimeea „nu ar avea niciun sens”. De asemenea Kosovo nu a fost anexat de niciun stat vecin.

## ONU
Adunarea Generală a Națiunilor Unite a aprobat o rezoluție cu privire la recunoașterea inviolabilității integrității teritoriale a Ucrainei. Au votat pentru 100 de state, 11 state au fost împotrivă: Rusia, Armenia, Belarus, Bolivia, Cuba, Coreea de Nord, Nicaragua, Sudan, Siria, Zimbabwe și Venezuela. 58 de țări, printre care și China, s-au abținut. Înaintea acestei ședințe, Rusia ar fi amenințat Republica Moldova, Kârgâzstan, Tadjikistan și mai multe țări africane ca acestea să voteze împotrivă. Purtătorul de cuvânt rus la ONU a afirmat că: „Noi nu amenințăm pe nimeni, doar explicăm situația”.

## Reacții
State ce și-au exprimat îngrijorarea sau speranță pentru soluționarea pașnică a conflictului
     Sprijină integritatea teritorială a Ucrainei
     Condamnă acțiunile Rusiei
     Condamnă acțiunie Rusiei ca o intervenție militară sau invazie
     Sprijină acțiunile Rusiei și/sau condamnă guvernul interimar ucrainean
     "Recunosc interesele Rusiei"
     Ucraina
     Rusia

Reacția internațională la Criza din Crimeea, conform declarațiilor guvernamentale oficiale.
----
State ce și-au exprimat îngrijorarea sau speranță pentru soluționarea pașnică a conflictului
Sprijină integritatea teritorială a Ucrainei
Condamnă acțiunile Rusiei
Condamnă acțiunie Rusiei ca o intervenție militară sau invazie
Sprijină acțiunile Rusiei și/sau condamnă guvernul interimar ucrainean
"Recunosc interesele Rusiei"
----
Ucraina
Rusia

- Președintele interimar Oleksandr Turcinov a declarat la începutul acestor proteste că există un "risc serios" de separatism în aceste părți ale țării.[17][18]
- Președintele american Barack Obama: „Statele Unite se raliază poziției comunității internaționale, în sensul că orice intervenție militară în Ucraina nu va rămâne fără consecințe.”[51]
- Secretarul de stat american John Kerry a făcut un apel către Vladimir Putin: „Nu suntem în Rocky IV”, îndemnând Rusia sa respecte integritatea teritorială a statului ucrainean. De asemenea, potrivit afirmațiilor lui Kerry, Putin ar trebui sa „îi asculte cu atenție pe ucrainienii care și-au exprimat dorința de schimbare”.[52]
- Președintele rus a însărcinat guvernul să studieze chestiunea acordării de ajutor pentru asigurarea păcii și stabilității în Crimeea,[29][30]
- Președintele Traian Băsescu a declarat că „prezența trupelor Rusiei în Ucraina, fără acordul acesteia, poate fi considerată agresiune. România nu este afectată direct”.[53]
- Președintele Nicolae Timofti a declarat că își exprimă profunda îngrijorare în legătură cu ultimele evoluții din Ucraina, în special privind situația în jurul peninsulei Crimeea, și acțiunile cu caracter militar întreprinse de autoritățile Federației Ruse[54].

## Sancțiuni internaționale
Ca urmare a intervenției ruse în criza din Ucraina, au fost sancționate câteva sectoare ale economiei ruse și câțiva oameni de afaceri apropiați ai lui Vladimir Putin au fost puși pe lista neagră. La 30 aprilie 2014, FMI a anunțat că Rusia a intrat deja în recesiune.